# Agrotis selvagensis
Agrotis selvagensis är en fjärilsart som beskrevs av Rudolf Pinker och Bacallado 1978. Agrotis selvagensis ingår i släktet Agrotis och familjen nattflyn. Inga underarter finns listade i Catalogue of Life.